# Задача Кобона про трикутник
Задача Кобона про трикутник — невирішена задача з комбінаторної геометрії, яку сформулював Кодзабуро Фудзмура (Кобон), японський математик (1903—1983). Задача полягає у з'ясуванні, яке максимальне число {\displaystyle K} трикутників, що не перекриваються, сторони якого належать конфігурації n прямих, можна утворити. Варіант задачі розглядається в проєктивній площині, а не в евклідовій площині, в цьому випадку вимагається, щоб трикутники не перетиналися іншими прямими. 
```
Ідеальна конфігурація
 
— це розташування 

  

    

      

        
n

      

    

    
{\displaystyle n}

  

 прямих, які попарно перетинаються і кожен 
відрізок
 є стороною, а дві відповідні прямі є частиною щонайбільше двох пар трикутників, що мають спільну сторону.
```

Кобон знайшов найбільшу кількість трикутників {\displaystyle K(n)}, які не перекриваються та їх можна побудувати за допомогою {\displaystyle n} ліній, тому трикутник Кобона визначається як один із трикутників, побудованих таким чином. Кілька перших  — це 1, 2, 5, 7, 11, 15, 21, …
Аналітичний вираз для знаходження кількості трикутників вивів Сабуро Тамура.
Теорема Сабуро Тамура. {\displaystyle K(n)={\frac {n(n-2)}{3}}} забезпечує верхню межу максимальної кількості трикутників. Тому для 2,3, … перші кілька верхніх меж — це 2, 5, 8, 11, 16, 21, 26, 33, … .
Лема 1. Якщо (n mod 3) ∈ {0, 2}, то всі конфігурації, які відповідають верхній межі {\displaystyle K(n)={\frac {n(n-2)}{3}}}, є ідеальними конфігураціями. В цих випадках {\displaystyle n(n-2)\equiv 0} mod 3, а {\displaystyle K(n)=n(n-2)/3}.
Лема 2. У ідеальній конфігурації усі екстремальні точки мають степінь 2.
Лема 3. Ідеальна конфігурація існує лише для непарних {\displaystyle n}.
Г. Клемен та Дж. Бадер. знайшли більш чітку межу кількості трикутників Кобона:
Теорема Г. Клемена та Д. Бадера. Максимальна кількість {\displaystyle K(n)}трикутників Кобона для заданої кількості {\displaystyle n} прямих в площині обмежені верхніми межами:
{\displaystyle K(n)\leq \lfloor {\frac {n(n-2)}{3}}\rfloor -I_{\{n|(n{\bmod {6}})\in \{0,2\}\}}(n)}, де {\displaystyle I_{A}(X)} — індикатор функції. Тобто верхня межа за С.Тамури не можа бути досягнута для всіх з {\displaystyle n\equiv 0} mod 6 {\displaystyle n\equiv 2} mod 6.
Доведення. Відповідно до Леми 1 верхню межу можна досягти за допомогою конфігурацій, якщо {\displaystyle n\equiv 0} mod 3 або {\displaystyle n\equiv 2} mod 3. Але ці ідеальні конфігурації можливі тільки для непарного {\displaystyle n} згідно Леми 3. Отже, для {\displaystyle n{\bmod {3}}\in \{0,2\}} та {\displaystyle n\equiv 0{\bmod {2}}} не може досягати верхньої межі. Ці дві умови можна узагальнити як {\displaystyle n{\bmod {6}}\in \{0,2\}} . Тоді:
{\displaystyle B_{n}={\begin{cases}{\frac {n(n-2)}{3}},n{\bmod {6}}\in \{3,5\}\\{\frac {n(n-2)}{3}}-1,n{\bmod {6}}\in \{0,2\}\\{\frac {(n-1)^{2}}{3}},n{\bmod {6}}\in \{1,4\}\end{cases}}}
А. Вайнберг знайшов конфігурацію для {\displaystyle n=10} - 25 трикутників. 
В 1967 р. конфігурацію з {\displaystyle n=10} - 25 трикутників знайшов Б.Грюнбаум, а іншу конфігурацію - С.Хонма. Верхня межа означає, що максимум повинно бути 25 або 26 (невідомо, який). С.Хонма ілюстрував конфігурацію для {\displaystyle n=11} - 32 трикутники, де 33 трикутники - це теоретично можливий максимум.
У 1996 році С.Грабарчуком і В.Кабановичем були знайдені два інші окремі рішення. У 1999 році В.Кабанович знайшов для {\displaystyle n=12} , 38-трикутну конфігурацію (верхня межа дорівнює 40) і  {\displaystyle n=13} конфігурацію з 47 трикутників (яка відповідає верхній межі 47 трикутників).
Т.Судзукі знайшов конфігурацію для {\displaystyle n=15}, яка є максимальною, оскільки вона задовольняє верхній межі {\displaystyle N(15)=65} .
Подальше дослідження виявило конфігурації для {\displaystyle n=14} - 53 трикутників (верхня межа дорівнює 56), {\displaystyle n=16} - 72 трикутники (74), а також {\displaystyle n=17} - 85 трикутників - нове рішення, яке відповідає верхній межі.
Останній рядок таблиці показує нову прив'язку. Зірочка у рядку вказує оптимальні конфігурації на додаток до вже відомих оптимальних рішень (жирним шрифтом).
| n                                 | 3 | 4 | 5 | 6                     | 7  | 8  | 9  | 10 | 11 | 12 | 13 | 14 | 15 | 16 | 17 | 18 | 19  | 20  | 21  |
| (n mod 6)                         | 3 | 4 | 5 | 0                     | 1  | 2  | 3  | 4  | 5  | 0  | 1  | 2  | 3  | 4  | 5  | 0  | 1   | 2   | 3   |
| К(n)                              | 1 | 2 | 5 | 7{\displaystyle ^{*}} | 11 | 15 | 21 | 25 | 32 | 38 | 47 | 53 | 65 | 72 | 85 | 93 | 107 | 115 | 133 |
| Верхня межа С.Тамури              | 1 | 2 | 5 | 8                     | 11 | 16 | 21 | 26 | 33 | 40 | 47 | 56 | 65 | 74 | 85 | 96 | 107 | 120 | 133 |
| Верхня межа Г.Клемена та Д.Бадера | 1 | 2 | 5 | 7                     | 11 | 15 | 21 | 26 | 33 | 39 | 47 | 55 | 65 | 74 | 85 | 95 | 107 | 119 | 133 |

## Приклади

3 прямі дають один трикутник
4 прямі
5 прямих
6 прямих
7 прямих